# Hrvoje Ćustić
Hrvoje Ćustić (Zara, 21 ottobre 1983 – Zara, 3 aprile 2008) è stato un calciatore croato, di ruolo attaccante.

## Carriera
Ćustić ha iniziato la sua carriera professionistica nel 2000 con il club giovanile NK Zadar e ha giocato due stagioni tra il 2005 e il 2007, prima di tornare a Zadar nell’estate del 2007 con un contratto quadriennale.

## La morte
È deceduto a causa di un colpo alla testa subito durante una partita tra la sua squadra, lo Zara, e il Cibalia il 29 marzo 2008. Nei primi minuti della partita, tentando di disputarsi la palla, Hrvoje cadde in prossimità della linea delimitante il terreno di gioco, finendo per sbattere violentemente la testa contro un muretto posizionato in prossimità. Fu immediatamente trasportato al locale ospedale dove fu operato il giorno successivo e posto in coma indotto.
Le sue condizioni rimasero stabili fino al 2 aprile quando un'infezione provocò un innalzamento della temperatura corporea. Il giorno seguente fu dichiarata dai medici la morte cerebrale e, in segno di lutto, furono rimandate le partite del campionato croato previste per quel fine settimana.

## Statistiche

### Cronologia presenze e reti in nazionale
| Cronologia completa delle presenze e delle reti in nazionale ― Croazia under 21 | Cronologia completa delle presenze e delle reti in nazionale ― Croazia under 21 | Cronologia completa delle presenze e delle reti in nazionale ― Croazia under 21 | Cronologia completa delle presenze e delle reti in nazionale ― Croazia under 21 | Cronologia completa delle presenze e delle reti in nazionale ― Croazia under 21 | Cronologia completa delle presenze e delle reti in nazionale ― Croazia under 21 | Cronologia completa delle presenze e delle reti in nazionale ― Croazia under 21 | Cronologia completa delle presenze e delle reti in nazionale ― Croazia under 21 |
| Data                                                                            | Città                                                                           | In casa                                                                         | Risultato                                                                       | Ospiti                                                                          | Competizione                                                                    | Reti                                                                            | Note                                                                            |
| ------------------------------------------------------------------------------- | ------------------------------------------------------------------------------- | ------------------------------------------------------------------------------- | ------------------------------------------------------------------------------- | ------------------------------------------------------------------------------- | ------------------------------------------------------------------------------- | ------------------------------------------------------------------------------- | ------------------------------------------------------------------------------- |
| 31-3-2004                                                                       | Velika Gorica                                                                   | Croazia under 21                                                                | 0 – 0                                                                           | Turchia under 21                                                                | Amichevole                                                                      | -                                                                               | 51’                                                                             |
| 29-5-2004                                                                       | Costrena                                                                        | Croazia under 21                                                                | 1 – 0                                                                           | Slovacchia under 21                                                             | Amichevole                                                                      | -                                                                               | 84’                                                                             |
| 18-8-2004                                                                       | Varaždin                                                                        | Croazia under 21                                                                | 0 – 2                                                                           | Israele under 21                                                                | Amichevole                                                                      | -                                                                               | 51’                                                                             |
| 3-9-2004                                                                        | Velika Gorica                                                                   | Croazia under 21                                                                | 1 – 0                                                                           | Ungheria under 21                                                               | Qual. Europeo Under-21 2006                                                     | -                                                                               | 81’                                                                             |
| 7-9-2004                                                                        | Trollhättan                                                                     | Svezia under 21                                                                 | 0 – 2                                                                           | Croazia under 21                                                                | Qual. Europeo Under-21 2006                                                     | -                                                                               | 90+5’                                                                           |
| 25-3-2005                                                                       | Velika Gorica                                                                   | Croazia under 21                                                                | 2 – 1                                                                           | Islanda under 21                                                                | Qual. Europeo Under-21 2006                                                     | -                                                                               | 78’                                                                             |
| 29-3-2005                                                                       | Velika Gorica                                                                   | Croazia under 21                                                                | 1 – 0                                                                           | Malta under 21                                                                  | Qual. Europeo Under-21 2006                                                     | -                                                                               | 90+5’                                                                           |
| Totale                                                                          |                                                                                 | Presenze                                                                        | 7                                                                               |                                                                                 | Reti                                                                            | 0                                                                               |                                                                                 |